# Carmen Acevedo Vega
Carmen Acevedo Vega (16 de julio de 1913 - 28 de abril de 2006) fue una poetisa, escritora y periodista ecuatoriana.
En sus versos se puede ver evocada los caminos recorridos en su juventud. Es conocida como una compositora de obras de temática social, de protesta, con un verso sensible, rítmico y lírico.

## Biografía
Carmen Acevedo Vega nació en Guayaquil el 16 de julio de 1913. Su padre fue José L. Acevedo Quiroz, un escritor y poeta de Quito. Su madre era Obdulia Vega Andrade, originaria de Cuenca.
 Vivió los primeros años de su vida en una finca a propiedad de su padre en el Naranjal. Años más tarde la familia se mudó a Guayaquil en donde ella realizó sus estudios primarios en el Colegio la Inmaculada de Guayaquil. Tuvo que abandonar su educación media debido a prejuicios sociales de la época.
Cuando tenía seis años de edad Carmen Acevedo Vega fue llevada a la hacienda "San Vicente" la cual pertenecía a su padre y se encontraba en Naranjal fue así como pudo experimentar el impacto de la naturaleza y se introdujo en la vida campesina. Una singular enseñanza que adquirió durante su período fue que allí aprendió a no llorar debido a que sus padres les decían a sus hermanos mayores que los hombres no lloran y si lo hacían serían llamados "mujercitas", esto produjo que ella se preguntase como es que solo las mujeres tienen derecho a llorar y consecuentemente se propuso a no llorar por nada.
Los primeros conocimientos en letras, así como de recitación y canto los obtuvo gracias a una profesora de Guayaquil. Tanto en el colegio como en su hogar era conocida como una niña callada, nerviosa y tímida pero que concentraba gran parte de su atención y tiempo en el estudio, además luego empezó a superar a sus condiscípulas en gimnasia, saltos y principalmente en la obtención de las mejores calificaciones de sus distintas clases. El mundo del teatro le llamaba bastante la atención y se impresionaba con las representaciones teatrales, y al final del curso ansiaba que la escogieran para las veladas literarias. En su hogar, y en compañía de su hermano solía imitar a los artistas de la Compañía infantil de Comedias que actuaba en el Teatro Colón.
Cuando finalizó la primaria hizo dos años de educación media. Su padre no le permitió que pasara a la Unidad Educativa Vicente Rocafuerte y por lo tanto tuvo que quedarse en casa leyendo mucho hasta el punto de sentirse cansada, fue de esta forma que surgió su interés por las biografías, las novelas y en los clásicos. Escritores y músicos amigos de su padre visitaban recurrentemente la casa. Empezó escribiendo sus primeros poemas motivada por su padre los cuales tenían temas de muerte, fantasma y desengaños.
A los dieciséis años de edad ya había escrito sus primeros poemas, que fueron publicados en las revistas “Ideal” y “Perú”; seis años más tarde, en 1935 ingresó a la redacción del diario El Universo, al que renunció en 1938 para trasladarse a vivir en Cuenca, donde fue llamada a formar parte de la redacción del diario El Mercurio de esa ciudad. Al año siguiente volvió a Guayaquil donde continuó trabajando como corresponsal del diario cuencano.
En 1929 publicó algunas poesías en las revistas guayaquileñas " Ideal y "Peni", cuando la noticia llegó a oídos de Telmo Vaca del Pozo él se dirigió hacia Carmen diciéndole que el trabajo de ser poeta es un cargo muy duro sobre todo para las mujeres, porque el tema de la crítica era algo muy fuerte, Carmen después de escuchar esto decidió guardar sus poemas y dedicarse al canto debido a que contaba con el apoyo de su padre él cual decía que tenía una voz privilegiada  y que por lo tanto debía estudiar música fue así que tuvo a Carlos Alberto González y Francisco Paredes Herrera como maestros a domicilio.  Su padre también quería que Carmen fuera actriz pero su mamá se opuso radicalmente por lo cual después se dedicaba a cantar solamente en veladas familiares, Carmen estudiaba costura y bordado al mismo tiempo. Ingresó al Conservatorio dirigido por el maestro Pedro Pablo Traversari, logrando cursar hasta el segundo año de piano, recitación y canto.
En 1935 formó parte del equipo de redacción del diario El Universo. Renunció en 1938 para trasladarse a Cuenca en donde empezó a trabajar para el diario El Mercurio. Un año más tarde volvió a Guayaquil pero siguió trabajando para el diario cuencano.
En 1945 se casó con Vicente Idrovo Valdivieso, de quien se divorció en 1953. Tuvieron un hijo llamado Luis Galo Idrovo Acevedo.
En 1953 publicó su primer poemario: “Camino sin Retorno”, al que siguieron luego “Espacio y Luz”, en 1961; “Latitud Amarga”, en 1968; “Lauros de Guayaquil”, en 1973; y “En los Horizontes del Paisaje Azul”, en 1978. Posteriormente, dentro del campo de la denuncia social publicó -en 1987- su libro “Perfiles Humanos”, con 16 relatos cortos que había publicado entre 1956 y 1980. Ha escrito, además, “Alba Eterna”, con poesía maternal; “Páginas de Ayer”, con poesía amorosa; “Parcela Azul”, “Cantos Dispersos”, “Poemas Nada Más” y “En el Peregrinaje”.
Murió en Guayaquil el 28 de abril de 2006.

## Membresías
Carmen Acevedo Vega fue miembro de muchas instituciones, incluyendo:
- Casa de la Cultura Ecuatoriana
- Asociación de Periodistas del Guayas
- Asociación de Periodistas de Guayaquil
- Confederación Nacional de Periodistas del Ecuador
- Centro Cultural Ecuatoriano de Quito
- Unión de Mujeres Americanas
- Unión Nacional de Mujeres Ecuatorianas

## Premios
- En 1952 recibió el Premio del Concurso de Poesía Recital de la estación de radio "Ondas Azuayas".
- En 1973, el Municipio de Guayaquil le otorgó la "Medalla al Mérito Literario" en reconocimiento a su labor cultural y educativa.
- En 1976, el programa de Antena Pedagógica la nombró "Maestro del Año".
- En 1996 fue galardonada con el Premio al Mérito Cultural de Primera Clase, otorgada por el Ministerio de Educación y Cultura del Ecuador.

- Camino sin fin (1953)
- Espacio y Luz (1961)
- Latitud Amarga (1968)
- Lauros de Guayaquil (1973)
- En los Horizontes del Paisaje Azul (1978)
- Perfiles Humanos, colección de dieciséis relatos cortos publicados (Entre 1956 y 1980)
- Alba Eterna, poesía maternal
- Páginas de Ayer, poesía lírica
- Parcela Azul, poesía lírica
- Cantos Dispersos
- Poemas Nada Más
- En el Peregrinaje